# Ernesto Ladrón de Guevara
Ernesto Ladrón de Guevara López de Arbina (San Millán (Álava), 30 de diciembre de 1950) es un político español, doctor en Filosofía y Ciencias de la Educación y diplomado en Magisterio en Pedagogía Terapéutica.

## Biografía
Es militante del Foro de Ermua desde su fundación, donde accedió al cargo de secretario en 2005.
En 2003 fue elegido procurador de las Juntas Generales de Álava como miembro del desaparecido partido Unidad Alavesa, aunque anteriormente ya había sido procurador por el Partido Socialista de Euskadi. Desde entonces se convirtió en el único cargo electo miembro de UA, hasta que el partido se disolvió en junio de 2005. El año siguiente promovió en el País Vasco un nuevo partido denominado Innovación Democrática, fundado por José María Montoto y que se constituyó en Madrid en noviembre del 2006. Se presentó a las elecciones municipales y forales del 27 de mayo de 2007 sin que obtuviera representación.
Fue militante de Partido Socialista de Euskadi-Partido Socialista Obrero Español, Unidad Alavesa, Innovación Democrática, Unión Progreso y Democracia y la asociación Foro Ermua. Actualmente está retirado de la vida política y en la actualidad no está afiliado a ningún partido político.
Autor del libro Educación y nacionalismo: historia de un modelo (2005), en 2020 publica el ensayo Nueva Defensa de la Hispanidad, seguido el mismo año de La Hispanidad descompuesta.

## Obras
- La conformación del sistema educativo en Álava (1860-1936): centralización y foralismo (2001)
- Educación y nacionalismo: Historia de un modelo (2005)
- Educando: Alternativas a la farsa pedagógica (2012)
- Los nombres robados: Manipulación, falsificación y rediseño de los topónimos vascos (2019)
- Nueva defensa de la Hispanidad (2020)
- La Hispanidad descompuesta (2020)
- La larga sombra de Sabino Arana: Adoctrinamiento, lengua y separatismo en la escuela (2023)